# Redcliff (Zimbabwe)
Redcliff è un centro abitato dello Zimbabwe, situato nella Provincia delle Midland.